# 山岡洋一
山岡 洋一（やまおか よういち、1949年3月5日 - 2011年8月20日）は、日本の翻訳家。
青山学院大学文学部英米文学科の兼任講師も勤めた。

## 略歴
神奈川県出身。
灘高等学校卒業、東京大学中退。
経済、経営、金融を中心とする社会科学分野全般の翻訳に携わるほか、J.S.ミル『自由論』やアダム・スミス『国富論』等、古典の新訳もおこなった。
翻訳をテーマとしたオンライン・ジャーナル『翻訳通信』を主宰していた。
2011年8月20日、心筋梗塞のため横浜市の病院で死去。62歳没。

## 著書
- 『翻訳とは何か - 職業としての翻訳』（日外アソシエーツ） 2001
- 『英単語のあぶない常識 - 翻訳名人は訳語をこう決める』（ちくま新書） 2002

### 編著
- 『ビジネスマンのための経済・金融英和実用辞典』（日経BP社） 1996

### 訳書
- 『アメリカ金融・景気指標の読み方 投資家のための手引書』（レイシー・H・ハント、東洋経済新報社） 1988
- 『相場の波で儲ける法 大マネー・ゲーム時代の成功術』（マーク・ファーバー、東洋経済新報社） 1989
- 『エリック・ザ・バイキング』（テリー・ジョーンズ、日本放送出版協会）　1990
- 『海に消えた怪物 メディア王マクスウェルは現代史の黒幕たらんとしたのか』（トム・バウアー、文藝春秋） 1992
- 『サムソン・オプション』（セイモア・ハーシュ 、文藝春秋） 1992
- 『エリツィンの選択』（ヴラジーミル・ソロヴィヨフ, エレーナ・クレピコヴァ、文藝春秋） 1992
- 『デス・オブ・マネー』（ジョエル・クルツマン、講談社） 1993
- 『闘うプログラマー ビル・ゲイツの野望を担った男達』（パスカル・ザカリー、日経BP出版センター） 1994
- 『新生日本の条件』（エドワード・リンカーン、講談社） 1994
- 『東アジア巨大市場 - 日本は「脱米入亜」に舵を取れ』（ジェームズ・アベグレン、阪急コミュニケーションズ） 1994
- 『大統領執務室 裸のクリントン政権』（ボブ・ウッドワード、仁平和夫共訳、文藝春秋） 1994
- 『見えざる富の帝国』（ケネス・S・カーティス、講談社） 1994
- 『IFR国際金融用語辞典』（ビジネス教育出版社） 1995
- 『アメリカはなぜ日本に原爆を投下したのか』（ロナルド・タカキ、草思社） 1995
- 『ビジョナリー・カンパニー 時代を超える生存の原則』（ジム・コリンズ, ジェリー・ポラス、日経BP社） 1995
- 『カンパニーマンの終焉』（アンソニー・サンプソン、TBSブリタニカ） 1995
- 『地域国家論 新しい繁栄を求めて』（大前研一、仁平和夫共訳、講談社） 1995
- 『マイクロソフト シークレット - 勝ち続ける驚異の経営』（マイケル・クスマノ, リチャード・セルビー、日本経済新聞社） 1996
- 『資本主義の未来』（レスター・サロー、仁平和夫共訳、阪急コミュニケーションズ） 1996
- 『クルーグマンの 良い経済学 悪い経済学』（ポール・クルーグマン、日本経済新聞社） 1997、のち日経ビジネス人文庫 2000
- 『インターネット激動の1000日 WWWの地平を切り開くパイオニアたち』（ロバート・リード、日経BP社） 1997
- 『ブレジンスキーの世界はこう動く - 21世紀の地政戦略ゲーム』（ズビグニュー・ブレジンスキー、日本経済新聞社） 1997、のち改題『地政学で世界を読む - 21世紀のユーラシア覇権ゲーム』（日経ビジネス人文庫） 2003
- 『日本は必ず復活する』（レスター・サロー、廣瀬裕子共訳、阪急コミュニケーションズ） 1998
- 『市場対国家 - 世界を作り変える歴史的攻防』（ダニエル・ヤーギン, ジョゼフ・スタニスロー、日本経済新聞社） 1998、のち日経ビジネス人文庫（上・下） 2001
- 『ディズニー伝説 天才と賢兄の企業創造物語』（ボブ・トーマス、田中志ほり共訳、日経BP社） 1998
- 『ビッグディール - アメリカM&Aバイブル』（ブルース・ワッサースタイン、日経BP社） 1999
- 『富のピラミッド - 21世紀の資本主義への展望』（レスター・サロー、阪急コミュニケーションズ） 1999
- 『ターボ資本主義 市場経済の光と闇』（エドワード・ルトワク、ティビーエス・ブリタニカ） 1999
- 『老年時代 だれも気づかなかった33の美徳』（ジミー・カーター、日経BP社） 1999
- 『バブルの歴史 - チューリップ恐慌からインターネット投機へ』（エドワード・チャンセラー、日経BP社） 2000
- 『リチャード・ブランソン 勝者の法則 - 意思決定を速く、行動はもっと速く起こせ』（デス・ディアラブ、高遠裕子共訳、PHP研究所） 2000
- 『グリーンスパン - アメリカ経済ブームとFRB議長』（ボブ・ウッドワード、高遠裕子共訳、日本経済新聞社） 2001、のち日経ビジネス人文庫 2004
- 『世界最強企業の研究戦略』（ロバート・ブーデリ、田中志ほり共訳、日本経済新聞社） 2001
- 『ビジョナリー・カンパニー 2 - 飛躍の法則』（ジム・コリンズ、日経BP社） 2001
- 『ビジネスの極意は、インドの露天商に学べ!』（ラム・チャラン、角川書店） 2001
- 『アメリカへの警告 - 21世紀国際政治のパワー・ゲーム』（ジョセフ・ナイ、日本経済新聞社） 2002
- 『巨象も踊る』（ルイス・ガースナー、高遠裕子共訳、日本経済新聞社） 2002
- 『良い政策 悪い政策 1990年代アメリカの教訓』（アラン・S・ブラインダー, ジャネット・L・イェレン、日経BP社） 2002
- 『ネオコンの論理 アメリカ新保守主義の世界戦略』（ロバート・ケーガン、光文社） 2003
- 『ソフト・パワー 21世紀国際政治を制する見えざる力』（ジョセフ・ナイ、日本経済新聞社） 2004
- 『新・日本の経営』（ジェームズ・アベグレン、日本経済新聞社） 2004
- 『富の未来』（アルビン・トフラー, ハイジ・トフラー、講談社） 2006
- 『自由論』（ジョン・ステュアート・ミル、光文社古典新訳文庫） 2006、のち日経BPクラシックス 2011
- 『ビジョナリー・カンパニー 特別編』（ジム・コリンズ、日経BP社） 2006
- 『国富論 国の豊かさの本質と原因についての研究』上・下（アダム・スミス、日本経済新聞社） 2007
- 『波乱の時代』（アラン・グリーンスパン、高遠裕子共訳、日本経済新聞出版社） 2007
- 『なぜ、アメリカ経済は崩壊に向かうのか 信用バブルという怪物』（チャールズ・R・モリス、日本経済新聞出版社） 2008
- 『波乱の時代 特別版 サブプライム問題を語る』（アラン・グリーンスパン、日本経済新聞出版社） 2008
- 『真説アダム・スミス - その生涯と思想をたどる』（ジェイムズ・バカン、日経BP社） 2009
- 『ビジネスで失敗する人の10の法則』（ドナルド・R・キーオ、日本経済新聞出版社） 2009、日経ビジネス人文庫 2014
- 『大いなる不安定 金融危機は偶然ではない、必然である』（ヌリエル・ルビーニ, スティーブン・ミーム、北川知子共訳、ダイヤモンド社） 2010
- 『ケインズ説得論集』（日本経済新聞出版社） 2010、のち日経ビジネス人文庫 2021
- 『なにがケインズを復活させたのか? ポスト市場原理主義の経済学』（ロバート・スキデルスキー、日本経済新聞出版社） 2010
- 『ビジョナリー・カンパニー 3 - 衰退の五段階』（ジム・コリンズ、日経BP社） 2010
- 『スマート・パワー 21世紀を支配する新しい力』（ジョセフ・S・ナイ、藤島京子共訳、日本経済新聞出版社） 2011
- 『チャーチル - 不屈のリーダーシップ』（ポール・ジョンソン、高遠裕子共訳、野中郁次郎解説、日経BP社）2013